# Дионисиос Манендис
Дионисиос Манендис (на гръцки: Διονύσιος Μανέντης) е гръцки лекар и политик.

## Биография
Роден е в 1903 година на Кефалония. Установява се в Кожани и изгражда първата клиника в града. Избран е за пръв път за народен представител на изборите през 1951 от Либералната партия и отново на изборите през 1952 г. от Гръцкия сбор. На изборите през 1956 г. и на изборите през 1958 г. е избран за депутат от Националния радикален съюз и преизбран на изборите през 1961, 1963 и 1964 година. В 1974 година е избран от Нова демокрация с 9279 гласа.
Манендис е заместник-министър на земеделието в правителството на Константинос Георгиу Караманлис от 29 февруари 1956 до 5 март 1958 година и министър на Северна Гърция в правителството на Караманлис от 4 ноември 1961 до 17 юни 1963 година.
Умира в Кожани в 1975 година от сърдечен удар. Заместен е от Йоанис Ваятис от Нова демокрация.